# تاسوف (ناحیه ژدار ناد سازاوو)
تاسوف (به چکی: Tasov) یک منطقهٔ مسکونی در جمهوری چک است که در ناحیه ژدار ناد سازاووو واقع شده‌است. تاسوف ۶۴۰ نفر جمعیت دارد.